# Ernst Homann-Wedeking
Ernst Homann-Wedeking (* 13. Juli 1908 in Bremen; † 8. August 2002) war ein deutscher Klassischer Archäologe.

## Leben
Ernst Homann-Wedeking wurde als Ernst Richard Wedeking in Bremen geboren. Sein Vater war der Kölner Kaufmann Ernst August Wedeking (1855–1917 in Bremen) und dessen Ehefrau Marie Caroline Anna, die nach der Scheidung von ihrem Ehemann in zweiter Ehe den Bremer Arzt Dr. Christian Hermann Paul Homann 1919 heiratete, der 1928 Ernst Wedeking adoptierte.
Homann-Wedeking wurde 1934 an der Universität München mit der Arbeit Archaische Vasenornamentik in Attika, Lakonien und Ostgriechenland promoviert. 1934/35 erhielt er das Wülfing-Stipendium. Seit 1936 war er an der Abteilung Athen des Deutschen Archäologischen Instituts tätig, seit 1938 an der Abteilung Rom. Ab März 1943 war er zum Kriegsdienst eingezogen. 1946 wurde er Assistent von Guido Kaschnitz von Weinberg an der Universität Frankfurt, wo er am 16. Mai 1950 mit der Arbeit Die Anfänge der griechischen Grossplastik habilitiert wurde. 1954 bis 1959 war Homann-Wedeking Professor für Klassische Archäologie an der Universität Hamburg, vom 1. April 1959 bis zu seiner Emeritierung am Ende des Sommersemesters 1973 an der Universität München. Von 1963 bis 1975 leitete er die Grabungen im Heraion von Samos.

## Schriften
- Archaische Vasenornamentik in Attika, Lakonien und Ostgriechenland. Deutsches Archäologisches Institut, Athen 1938 (Dissertation).
- Erfahrungen. [Gedichte]. Rom 1940.
- Die Anfänge der griechischen Grossplastik. Gebr. Mann, Berlin 1950 (Habilitationsschrift).
- mit Berta Segall (Hrsg.): Festschrift Eugen v. Mercklin. Stiftland-Verlag, Waldsassen/Bayern 1964.
- Das archaische Griechenland (= Kunst der Welt, Serie 2: Die Kunst des Abendlandes). Holle, Baden-Baden 1966; Nachdruck 1975, ISBN 3-87355-119-5.[1]